# Gottlob Frege
Friedrich Ludwig Gottlob Frege (født 8. november 1848 i Wismar, død 26. juli 1925 i Bad Kleinen) var en tysk matematiker, logiker og filosof.
Han betragtes som en af grundlæggerne af den moderne logik, og hans værk er bl.a. centralt for udviklingen af den senere analytiske filosofi.

## Liv
Gottlob Frege var den ældre af ægteparret Auguste og Carl Alexander Freges to sønner. Efter at have taget studentereksamen på gymnasiet i Wismar, påbegyndte han i 1869 studier i matematik, fysik, kemi og filosofi på Universitetet i Jena. Dette var blevet ham anbefalet af hans tidligere privatlærer Leo Sachse. Efter et par års studier i Jena skiftede Frege - sandsynligvis på foranledning af sin matematik- og fysikprofessor, Ernst Abbe - i 1871 til Universitetet i Göttingen. Her blev han i 1873 Ph.d. i matematik med afhandlingen Über eine geometrische Darstellung der imaginären Gebilde in der Ebene (Om en geometrisk fremstilling af imaginære figurer i et plan).
Det følgende år, 1874, vendte Frege tilbage til Jena, hvor han de næste fem år gav privatundervisning, indtil han i 1879 fik ansættelse ved byens universitet. I Jena blev han også den 14. marts 1887 gift med Margarete Katharina Sophia Anna Lieseberg og i 1896 udnævnt til adjungeret professor, hvilket betød at Frege efter tyve års akademisk arbejde for første gang havde en fast - omend relativt beskeden - indkomst. Hidtil havde han været økonomisk afhængig af i første omgang sin mor, og dernæst af honorarer samt undervisningstimer på en skole for det bedre borgerskabs børn.
Årene efter 1900 var hårde for Frege. I et brev af 16. juni 1902 gjorde Freges britiske kollega Bertrand Russell, der ellers var en stor beundrer af Freges arbejde, ham opmærksom på en modsigelse, eller en antinomi, i hans teori (se Russells paradoks). Dette var et hårdt slag for Frege og hans livsværk. På et mere personligt plan blev Frege ramt af såvel sin kones som sin gode ven Ernst Abbes død i 1904. Frege gik efter nogle års sygdom officielt på pension i 1918, og flyttede til Bad Kleinen, tæt på fødebyen Wismar.

## Logik
Efter at Aristoteles' syllogistiske logik havde været fremherskende i over 2000 år, indvarslede Frege i 1879 med udgivelsen af værket Begriffsschrift (Begrebsskrift) en ny æra i logikken. I bogen udviklede Frege et revolutionerende nyt logisk system, en ny aksiomatisk logik, der i dag er kendt som prædikatslogikken.
Freges og bl.a. George Booles og Ernst Schröders arbejde var med til at drive logikkens udvikling så langt, at det blev muligt herigennem at undersøge matematikkens grundlag (Se også matematisk logik).

## Matematik
Frege lancerede i Grundlagen der Arithmetik (Aritmetikkens grundlag) et logistisk program inden for den gren af matematikken der kaldes aritmetik. Dette program, der gik ud på at begrunde aritmetikken i prædikatslogikken, forfulgte han senere strengt i Grundgesetze der Arithmetik (Aritmetikkens grundlove).
Det er i denne, Freges logicisme, Russell i 1902 finder den føromtalte modsigelse eller antinomi (se Russells paradoks).

## Filosofi
Centralt i Freges sprogfilosofiske arbejde står værket Über Sinn und Bedeutung (Om mening og reference). Heri indfører Frege en distinktion mellem reference, som er det objekt, et navn henviser til, og mening som er den måde, navnet giver referencen udtryk.
Frege bruger som eksempel navnene Morgenstjerne og Aftenstjerne, der har samme reference, nemlig planeten Venus, men refererer til objektet på forskellig måde, og som derfor udtrykker forskellig mening.

## Interne henvisninger
Frege på engelsk Wikipedia (mest omfattende) (engelsk)
Frege på tysk Wikipedia (tysk)

## Fodnoter
1. ↑  Wille, Matthias (red.): Frege - Einführung und Texte. Wilhelm Fink. München, 2013. S. 12ff (tysk)

 Der er for få eller ingen kildehenvisninger i denne artikel, hvilket er et problem. Du kan hjælpe ved at angive troværdige kilder til de påstande, som fremføres i artiklen.